# Суперкубок острова Сал з футболу
Суперкубок острова Сал з футболу або Super-Taça de Sãl — суперкубок острова Сал з футболу, який проводиться щорічно, починаючи з 2000 року. Розігрується між переможцем чемпіонату та володарем острівного кубку.

## Переможці
- 1999/00: Палмейра
- 2000/01: Вердун переграв Академіку (Еспаргуш)
- 2002-07: невідомо
- 2007/08: Академіку ду Аеропорту переграв Академіку (Еспаргуш)
- 2008/09: Санта Марія переграв Академіку ду Аеропорту
- 2009/10: невідомо
- 2010/11: Академіку ду Аеропорту переграв Академіку (Еспаргуш)
- 2011/12: невідомо
- 2012/13: Академіку ду Аеропорту
- 2013/14: Вердун переграв Жувентуде
- 2014/15: Академіку ду Аеропорту

## Перемоги по клубах
| Клуб                   | Перемог | Переможні роки         |
| ---------------------- | ------- | ---------------------- |
| Академіку ду Аеропорту | 4       | 2009, 2011, 2013, 2015 |
| Вердун                 | 2       | 2001, 2014             |
| Палмейра               | 1       | 2000                   |
| Санта Марія            | 1       | 2009                   |